# Vrbnik
Vrbnik je naselje i općina u zapadnoj Hrvatskoj. Nalazi se u Primorsko-goranskoj županiji, na otoku Krku.

## Zemljopis
Nalazi se na istočnoj strani otoka Krka, nasuprot Novom Vinodolskom koji je na kopnu. Smješten je na litici koja se strmo uzdiže 50-ak metara iznad mora.
Susjedne općine su: Dobrinj na sjeveru, Krk na zapadu, Punat i Baška na jugu. S istočne strane ju omeđuje Vinodolski kanal. Od Punta i Dobrinja Vrbnik je udaljen 8 km, a od Krčkog mosta 28 km.
Područje općine Vrbnik je valovito, a na jugu brdovito s vrhovima preko 400 mnm. Obale su pretežno strme i nepristupačne, naročito na južnom dijelu, a prema sjeveru su pristupačnije. Najznačajnije uvale su: Ogrul, Sršćica, Sveti Juraj, Pod Črnice u južnom dijelu te Kostrijčica, Dresteina, Melska i Sveti Marak na sjevernom dijelu.
Vegetacija je bujna, a prema jugu rijedi.
Kroz vrbničko (vrbensko) polje protječe povremeni potok Vretenica, ili samo Potok, koji se iskorištava i za navodnjavanje polja. U zaseoku Paprata kraj Garice je veći izvor pitke vode.
- Pogled na sjever preko Vinodolskog kanala prema Crikvenici
- Uvala Sršćica
- Uvala Potovošće
- Pogled na istok-sjeveroistok preko Vinodolskog kanala prema Novom Vinodolskom

## Stanovništvo
Po popisu iz 2001. g., općina Vrbnik je imala 1245 stanovnika, a samo naselje Vrbnik 944 stanovnika.
| broj stanovnika | 1868  | 2054  | 2377  | 2593  | 2883  | 2940  | 2909  | 2809  | 2534  | 2359  | 2041  | 1683  | 1396  | 1313  | 1245  | 1260  | 1190  |
|                 | 1857. | 1869. | 1880. | 1890. | 1900. | 1910. | 1921. | 1931. | 1948. | 1953. | 1961. | 1971. | 1981. | 1991. | 2001. | 2011. | 2021. |

| broj stanovnika | 1241  | 1364  | 1545  | 1639  | 1774  | 1821  | 1791  | 1748  | 1532  | 1408  | 1254  | 1052  | 938   | 950   | 944   | 948   | 887   |
|                 | 1857. | 1869. | 1880. | 1890. | 1900. | 1910. | 1921. | 1931. | 1948. | 1953. | 1961. | 1971. | 1981. | 1991. | 2001. | 2011. | 2021. |

## Povijest
O naseljenosti Vrbnika svjedoče arheološki nalazi ilirskih naselja na lokalitetima Kostrilj, na području sela Garice i Risike. Prvi poznati stanovnici Vrbnika bili su Japodi. Njih su potisnuli Liburni. U vrbničkom području pod Hlamom, na glavnoj cesti Vrbnik-Krk znatan je broj grčkih tragova. Početkom prvog stoljeća otok su osvojili Rimljani.
Hrvati se na otok doseljavaju koncem VI. i početkom VII. stoljeća. 
U pisanim dokumentima Vrbnik se prvi put spominje zajedno s Dobrinjem u najstarijoj poznatoj glagoljskoj Darovnici slavnog Dragoslava 1. siječnja 1100.
Vrbnik je 1118. potpao pod mletački utjecaj, iako su do 1480. njime vladali krčki knezovi. Vrbnik je dobio Vrbnički statut 1388., pisan hrvatskim jezikom i glagoljskim pismom. Vrbnički statut drugi je po postanku među hrvatskim statutima uopće, odmah iza Vinodolskog. Većinu svojih propisa posvećuje kaznenom pravu. Nije sačuvan u izvorniku, već u prijepisu vrbničkog svećenika Grgura Žaškovića iz 1526. Danas je pohranjen u Nacionalnoj i sveučilišnoj knjižnici u Zagrebu.
Vrbnik je stoljećima bio glagoljaško središte. U vrbničkom glagoljskom skriptoriju nastao je najveći broj danas sačuvanih glagoljskih rukopisa npr. Blaž Baromić je napisao Mavrov brevijar.
U Vrbniku je prema prvom poznatom podatku iz 1527. živjelo 500 stanovnika, a 50 godina kasnije oko 1000.
Nakon propasti Mletačke Republike na vlast dolazi Habsburška Monarhija. Školovanje djevojčica prvi put je omogućeno 1848.

## Gospodarstvo
Najznačajnija gospodarska grana u Vrbniku je poljoprivreda, prvenstveno vinogradarstvo. Vrbničko polje koje se nalazi u zaleđu Vrbnika, uz bašćansku dolinu, je najveće područje plodne zemlje na otoku. Stoljećima je ono bilo vrlo intenzivno obrađivano. Nakon nekoliko desetljeća djelomične zapuštenosti tijekom 20. st., osamdesetih godina prošlog stoljeća započelo je ponovno obrađivanje polja koje je danas u potpunosti iskorišteno te se i širi krčenjem okolnih šuma. Tome je naročito doprinijela "Poljoprivredna zadruga" koja organizira otkup svog uroda grožđa i preradu u vino. Osim PZ-a, postoji i nekoliko vrbničkih obitelji koje se tradicionalno bave uzgojem loze, otkupom i proizvodnjom vina. Naročito je u vrbničkom polju velikom oko 150 ha zastupljena autohtona sorta Žlahtina. Godišnja proizvodnja Žlahtine iznosi oko 1.200.000 butelja. Najkvalitetnije vino se izvozi u zapadnoeuropske zemlje i SAD.
Osim Žlahtine posljednjih se godina proizvodi i pjenušac Valomet čije se butilje pohranjuju u more ispred Vrbnika zbog dozrijevanja. Iako se ne proizvodi u velikim količinama, Valomet se uspješno izvozi u zapadne zemlje.
Razlog opstanku pa i jačanju vinogradarstva u Vrbniku je u uspješnoj promidžbi, dobro organiziranom otkupu grožđa te raširenoj distribucijskoj mreži. Rezultat toga je vrlo visoka otkupna cijena, otkupljuje se čitav urod te nema problema u isplati. Jedna od spomenutih obitelji u novije vrijeme značajno širi uzgoj vinove loze i na nekada također lozom obrađivanu bašćansku dolinu.
U Garici i Risiki je najznačajnije stočarstvo, odnosno ovčarstvo. Iako prisutno na cijelom području općine, maslinarstvo nije razvijeno kao na ostalim dijelovima otoka.
Turizam je od svih sedam krčkih općina najslabije razvijen u općini Vrbnik, unatoč postojanju uvjeta. Osim jednog manjeg hotela, manji je broj apartmana u Vrbniku i Risiki.
Iako se nalazi na moru, djelatnosti u vezi s morem, ribarstvo, pomorstvo, nikada nisu bile primarne. Razlog je promjenjivost vremenskih prilika u Velebitskom kanalu kojem Vrbnik gravitira.

## Poznate osobe
- Blaž Baromić
- Anton Bozanić
- Josip Bozanić
- Niko Gršković, hrvatski iseljenički djelatnik, novinar, političar i svećenik
- Dinko Vitezić, hrv. političar, hrv. preporoditelj
- Ivan Josip Vitezić, krčki biskup, hrv. preporoditelj

Znamenite osobe iz političkog i crkvenog života rodom iz Vrbnika su još:
- Mate Gršković Ivanov
- Franjo Volarić
- Nikola Gršković
- Franjo Anijan Feretić, biskup
- Matko Trinajstić
- Dinko Trinajstić
- Dragutin Antun Parčić (* 1832. - † 1902.), hrvatski filolog, franjevac

## Obrazovanje
U Vrbniku se nalazi osnovna škola "Fran Krsto Frankopan". Učenici koji pohađaju srednju školu odlaze na obrazovanje u Krk ili Rijeku.

## Vanjske poveznice
- Službene stranice općine Vrbnik
- Službene stranice Turističke zajednice općine Vrbnik